# Bastion Sternwarte

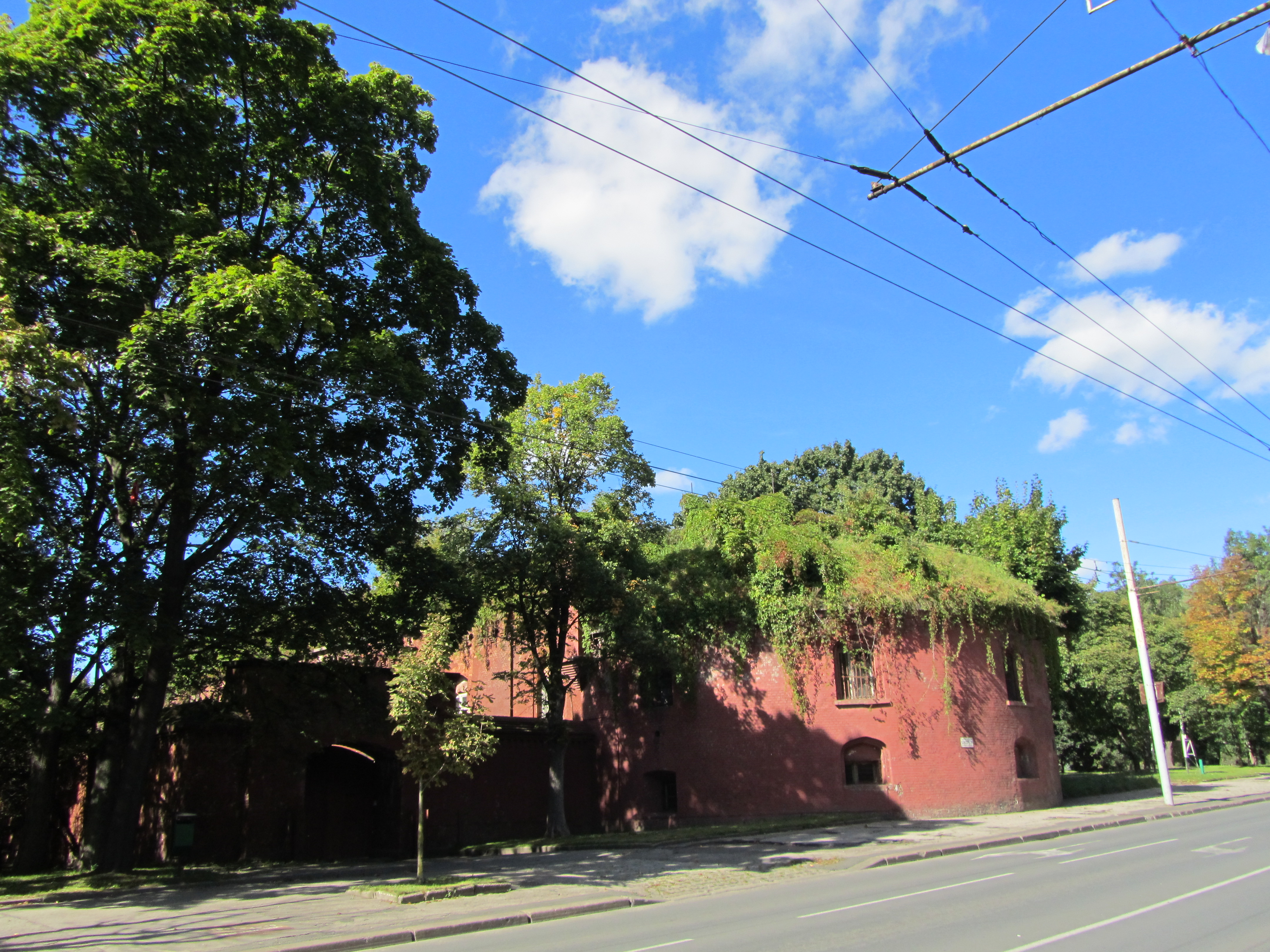
Bastion Sternwarte

Die Bastion Sternwarte befindet sich in der russischen Stadt Kaliningrad, dem früheren Königsberg. Sie liegt schräg gegenüber dem Ausfalltor am Gvardeysky-Prospekt, dem früheren Deutschordensring.

## Geschichte
Die Bastion wurde von 1855 bis 1860 gebaut und nach der nahe gelegenen Sternwarte Königsberg benannt. 1910 wurde für den Bau der Samlandbahn der westliche Teil der Bastion geschleift. Sie soll einer der letzten Festungen gewesen sein, die in der Schlacht um Königsberg in die Hände der Eroberer fiel. Nach dem Zweiten Weltkrieg wurde die Bastion Rekrutierungsbüro der sowjetischen Marine. Nach 1990 war hier eine Polizei-Abteilung untergebracht. Das Gebäude ist zurzeit vakant.